# جزيرة باكسي
جزيرة باكسي هي أصغر الجزر الأيونية تتبع إقليم الجزر الأيونية، اليونان.